# Kaiser Aluminum
Kaiser Aluminum est un producteur américain d'aluminium, qui tire son nom de Henry J. Kaiser, dont la société, initialement active dans l'aluminium et les produits chimiques, s'est recentrée sur l'aluminium puis a réalisé en 1946 l'achat des installations appartenant au gouvernement américain. Kaiser possédait en 2005 12 usines de fabrication d'aluminium et une participation de 49% dans une usine d'aluminium au Pays de Galles.

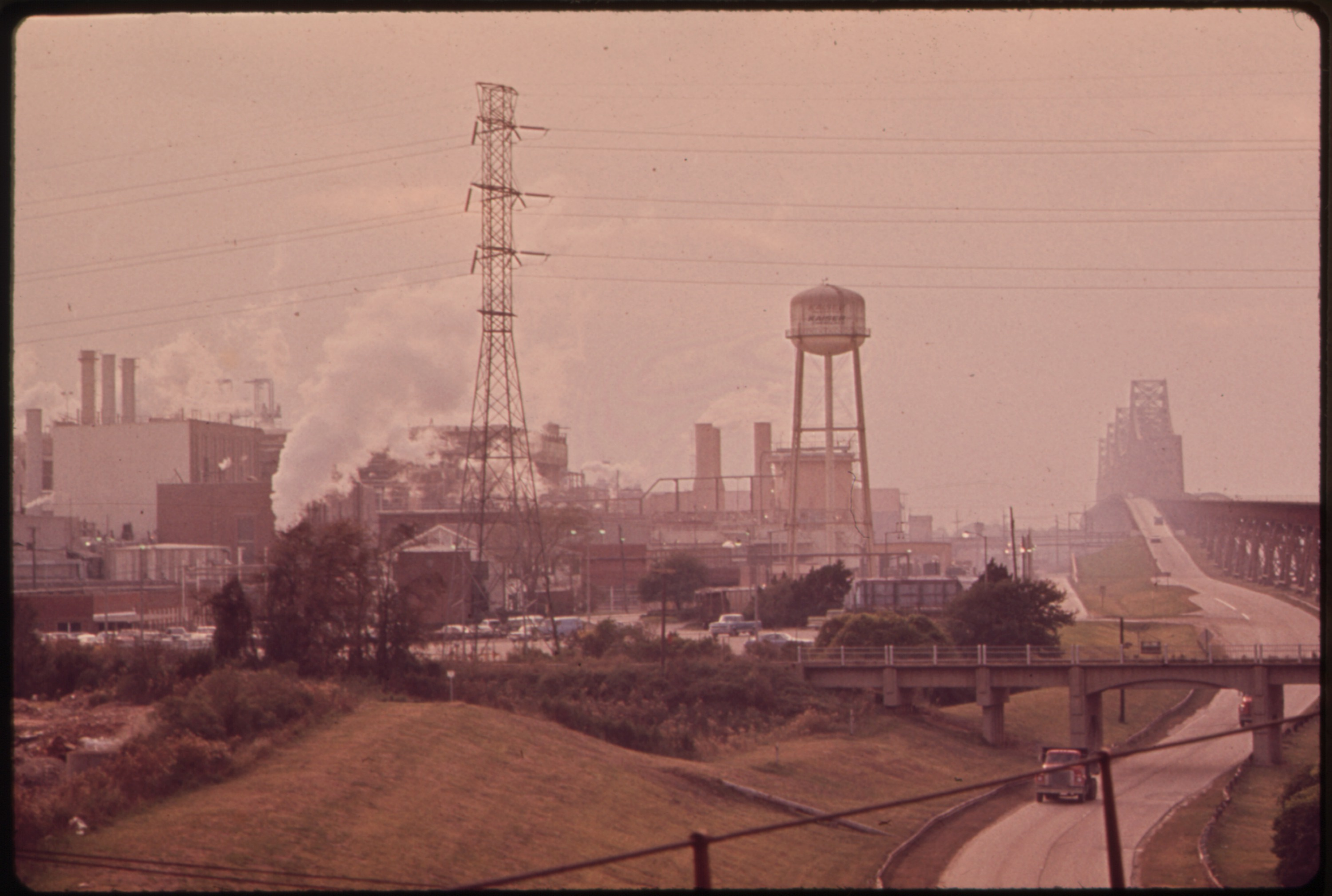
Un ancien Kaiser usine d'Aluminium à côté de la Huey Long Pont à Baton Rouge, en Louisiane, en 1972

Kaiser Aluminium, dont le siège est à Foothill Ranch, en Californie. En 2005, le groupe employait plus de 2 000 personnes dans onze installations de fabrication sur l'ensemble de l'Amérique du Nord.

## Principaux actionnaires
Au 24 mars 2020.
| Independent Fiduciary Services                 | 20,9% |
| The Vanguard Group                             | 11,5% |
| Owl Creek Asset Management                     | 7,48% |
| Lakeway Capital Management                     | 6,04% |
| Mason Capital Management                       | 5,80% |
| Dimensional Fund Advisors                      | 5,60% |
| Macquarie Investment Management Business Trust | 4,81% |
| Van Eck Associates                             | 4,68% |
| OZ Management                                  | 4,67% |
| SSgA Funds Management                          | 4,23% |